# Seznam medailistů na letních olympijských hrách v běhu na 3 000 m překážek
Historický přehled medailistů v běhu na 3000 metrů překážek na letních olympijských hrách:

## Medailisté

### Muži
od roku 1920
| Rok  | Místo          | Zlato                 | Výkon vítěze | Stříbro              | Bronz                   |
| ---- | -------------- | --------------------- | ------------ | -------------------- | ----------------------- |
| 1920 | Antverpy       | Percy Hodge           | 10:00,4      | Patrick Flynn        | Ernesto Ambrosini       |
| 1924 | Paříž          | Ville Ritola          | 9:33,6       | Elias Katz           | Paul Bontemps           |
| 1928 | Amsterodam     | Toivo Loukola         | 9:21,8       | Paavo Nurmi          | Ove Andersen            |
| 1932 | Los Angeles    | Volmari Iso-Hollo     | 10:33,4      | Thomas Evenson       | Joe McCluskey           |
| 1936 | Berlín         | Volmari Iso-Hollo     | 9:30,8       | Kalle Tuominen       | Alfred Dompert          |
| 1948 | Londýn         | Tore Sjöstrand        | 9:04,6       | Erik Elmsäter        | Göte Hagström           |
| 1952 | Helsinky       | Horace Ashenfelter    | 8:45,4       | Vladimir Kazancev    | John Disley             |
| 1956 | Melbourne      | Chris Brasher         | 8:41,2       | Sándor Rozsnyói      | Ernst Larsen            |
| 1960 | Řím            | Zdzisław Krzyszkowiak | 8:34,2       | Nikolaj Sokolov      | Semen Ržiščin           |
| 1964 | Tokio          | Gaston Roelants       | 8:30,8       | Maurice Herriott     | Ivan Beljajev           |
| 1968 | Mexico City    | Amos Biwott           | 8:51,0       | Benjamin Kogo        | George Young            |
| 1972 | Mnichov        | Kipchoge Keino        | 8:23,6       | Ben Jipcho           | Tapio Kantanen          |
| 1976 | Montréal       | Anders Gärderud       | 8:08,2       | Bronisław Malinowski | Frank Baumgartl         |
| 1980 | Moskva         | Bronisław Malinowski  | 8:09,7       | Filbert Bayi         | Eshetu Tura             |
| 1984 | Los Angeles    | Julius Korir          | 8:11,80      | Joseph Mahmoud       | Brian Diemer            |
| 1988 | Soul           | Julius Kariuki        | 8:05,51      | Peter Koech          | Mark Rowland            |
| 1992 | Barcelona      | Matthew Birir         | 8:08,84      | Patrick Sang         | William Mutwol          |
| 1996 | Atlanta        | Joseph Keter          | 8:07,12      | Moses Kiptanui       | Alessandro Lambruschini |
| 2000 | Sydney         | Reuben Kosgei         | 8:21,43      | Wilson Boit Kipketer | Ali Ezzine              |
| 2004 | Atény          | Ezekiel Kemboi        | 8:05,81      | Brimin Kipruto       | Paul Kipsiele Koech     |
| 2008 | Peking         | Brimin Kipruto        | 8:10,34      | Mahiedine Mekhissi   | Richard Mateelong       |
| 2012 | Londýn         | Ezekiel Kemboi        | 8:18,56      | Mahiedine Mekhissi   | Abel Mutai              |
| 2016 | Rio de Janeiro | Conseslus Kipruto     | 8:03,28 – OR | Evan Jager           | Mahiedine Mekhissi      |
| 2020 | Tokio          | Soufiane El Bakkali   | 8:08,90      | Lamecha Girma        | Benjamin Kigen          |
| 2024 | Paříž          | Soufiane El Bakkali   | 8:06,05      | Kenneth Rooks        | Abraham Kibiwot         |

## Medailové pořadí zemí
| Pořadí             | Země                                 | Zlato | Stříbro | Bronz | Celkem |
| ------------------ | ------------------------------------ | ----- | ------- | ----- | ------ |
| 1.                 | Keňa (KEN)                           | 11    | 7       | 5     | 23     |
| 2.                 | Finsko (FIN)                         | 4     | 3       | 2     | 9      |
| 3.                 | Velká Británie (GBR)                 | 2     | 2       | 2     | 6      |
| 4.                 | Švédsko (SWE)                        | 2     | 1       | 1     | 4      |
| 5.                 | Polsko (POL)                         | 2     | 1       | 0     | 3      |
| 6.                 | Spojené státy americké (USA)         | 1     | 2       | 3     | 6      |
| 7.                 | Maroko (MAR)                         | 1     | 0       | 1     | 2      |
| 8.                 | Belgie (BEL)                         | 1     | 0       | 0     | 1      |
| 9.                 | Francie (FRA)                        | 0     | 3       | 2     | 5      |
| 10.                | Sovětský svaz (URS)                  | 0     | 2       | 2     | 4      |
| 11.                | Etiopie (ETH)                        | 0     | 2       | 1     | 2      |
| 12.                | Maďarsko (HUN)                       | 0     | 1       | 0     | 1      |
| 13.                | Tanzanie (TAN)                       | 0     | 1       | 0     | 1      |
| 14.                | Itálie (ITA)                         | 0     | 0       | 2     | 2      |
| 15.                | Německá demokratická republika (GDR) | 0     | 0       | 1     | 1      |
| 16.                | Německo (GER)                        | 0     | 0       | 1     | 1      |
| 17.                | Norsko (NOR)                         | 0     | 0       | 1     | 1      |
| Celkem po LOH 2020 | Celkem po LOH 2020                   | 24    | 24      | 24    | 72     |

### Ženy
od roku 2008
| Rok  | Místo          | Zlato                        | Výkon vítěze | Stříbro                     | Bronz                       |
| ---- | -------------- | ---------------------------- | ------------ | --------------------------- | --------------------------- |
| 2008 | Peking         | Gulnara Samitovová-Galkinová | 8:58,81      | Eunice Jepkorir             | Jekatěrina Volkovová        |
| 2012 | Londýn         | Habiba Ghribiová             | 9:08,37      | Sofia Assefaová             | Milcah Chemos Cheywaová     |
| 2016 | Rio de Janeiro | Ruth Jebetová                | 8:59,75      | Hyvin Kyiengová Jepkemoiová | Emma Coburnová              |
| 2020 | Tokio          | Peruth Chemutaiová           | 9:01,45      | Courtney Frerichsová        | Hyvin Kyiengová Jepkemoiová |
| 2024 | Paříž          | Winfred Yaviová              | 8:52,76 - OR | Peruth Chemutaiová          | Faith Cherotichová          |

## Medailové pořadí zemí
| Pořadí             | Země                         | Zlato | Stříbro | Bronz | Celkem |
| ------------------ | ---------------------------- | ----- | ------- | ----- | ------ |
| 1.                 | Bahrajn (BRN)                | 2     | 0       | 0     | 2      |
| 2.                 | Uganda (UGA)                 | 1     | 1       | 0     | 2      |
| 3.                 | Rusko (RUS)                  | 1     | 0       | 1     | 2      |
| 4.                 | Tunisko (TUN)                | 1     | 0       | 0     | 1      |
| 5.                 | Keňa (KEN)                   | 0     | 2       | 3     | 5      |
| 6.                 | Spojené státy americké (USA) | 0     | 1       | 1     | 2      |
| 7.                 | Etiopie (ETH)                | 0     | 1       | 0     | 1      |
| Celkem po LOH 2024 | Celkem po LOH 2024           | 5     | 5       | 5     | 15     |